# Langerhansia anoculata
Langerhansia anoculata är en ringmaskart som beskrevs av Hartman och Fauchald 1971. Langerhansia anoculata ingår i släktet Langerhansia och familjen Syllidae. Inga underarter finns listade i Catalogue of Life.